# セクー・ドゥムブヤ
- セクー・ドゥンブヤ

セクー・ウマル・ドゥムブヤ（Sekou Oumar Doumbouya, 2000年12月23日 - ）は、フランスのプロバスケットボール選手。ギニアのコナクリ州コナクリ出身。ポジションはスモールフォワードまたはパワーフォワード。

## 経歴

### 生い立ち
ギニア・コナクリに生まれる。一歳のときに母、兄弟、従兄弟と共にフランスに移住した（ギニアの軍隊に所属していた父はビザを受け取ることができなかったため軍隊に残った）。12歳からバスケを始めた。

### NBA以前

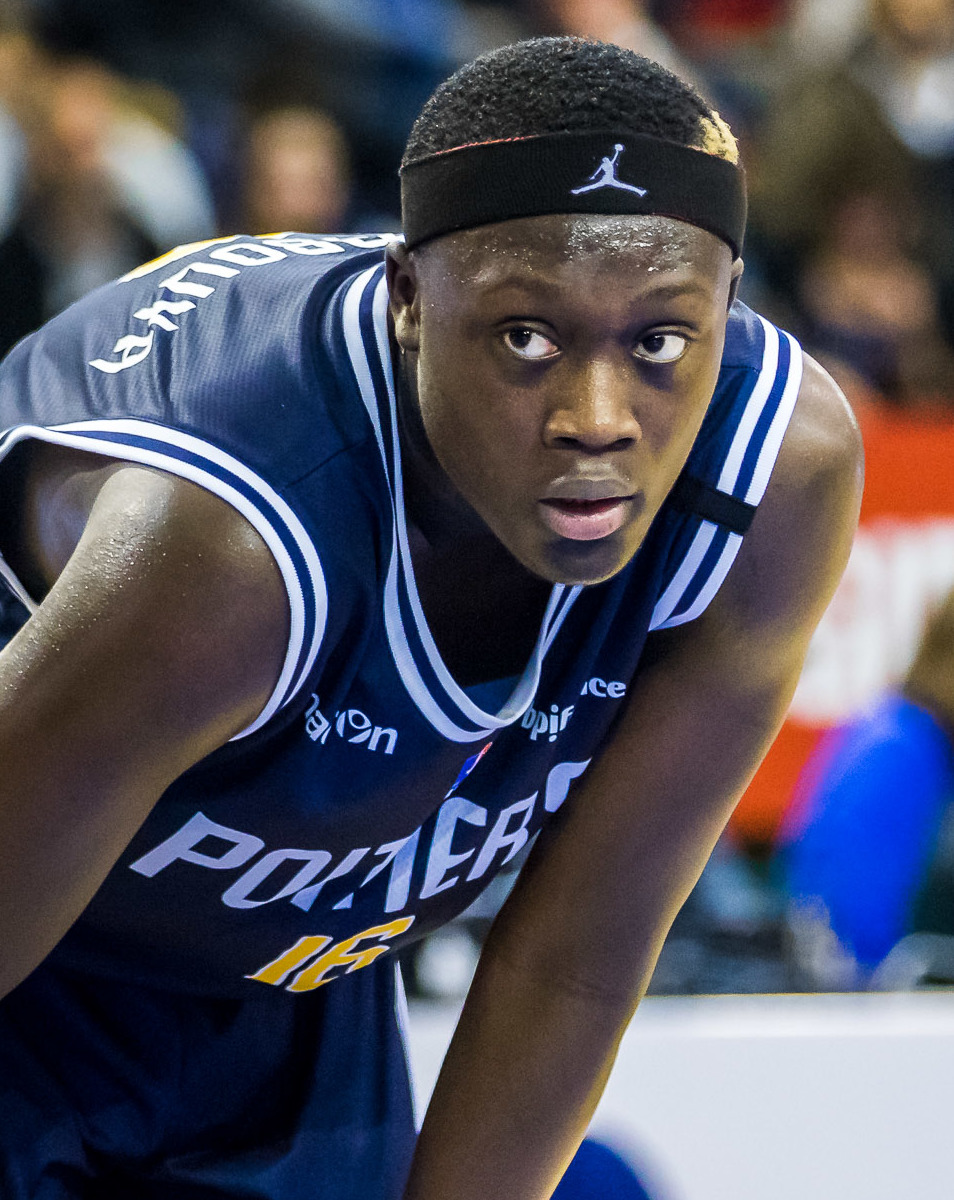
ポワチエでのドゥムブヤ (2017年3月)

2016年にフランスのU-18メンバーに選出され、チームのヨーロッパ選手権優勝に貢献した。その活躍が認められ、2016年8月26日にLNBのBリーグに所属するポワチエ・バスケット86と契約した。その際に3年以内にNBA選手になりたいという意向を表明した。ポワチエで活躍した後、2018年3月にフランスのトップリーグであるLNBのAリーグでプレーしたい意向を表明し、6月25日にAリーグに所属するリモージュCSPと契約した。リモージュで1年間プレーし、2019年のNBAドラフトにエントリーした。

### NBAでのキャリア

#### デトロイト・ピストンズ(2019-2021)

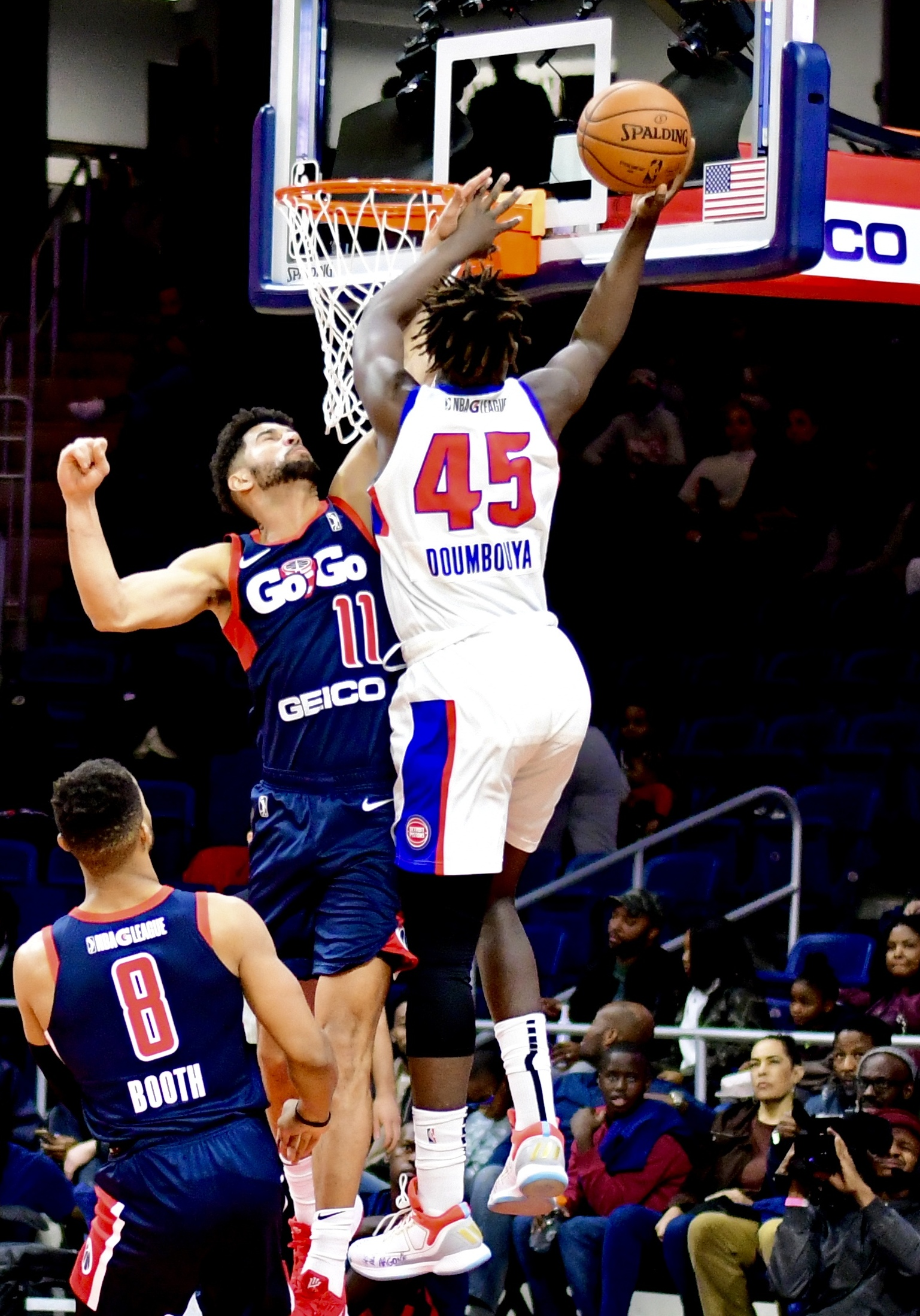
2019年、グランドラピッズ・ドライブの試合にてレイアップを試みるドゥムブヤ (45番)

2019年6月20日、ドラフト1巡目15位でデトロイト・ピストンズから指名を受け入団した。ギニア出身の選手がNBAドラフトで指名されるのは史上初の快挙である。

#### ロサンゼルス・レイカーズ(2021-2022)
2021年9月4日にデアンドレ・ジョーダンと4つのドラフト2巡目指名権とのトレードで、ジャリル・オカフォーと共にブルックリン・ネッツへと移籍した。プレシーズンゲーム1試合に出場したが、その後ドラフト指名権とのトレードでヒューストン・ロケッツへ移籍した後に解雇され、10月12日にロサンゼルス・レイカーズと2ウェイ契約を結んだ。レイカーズでは2試合に出場したが、11月16日に解雇された。その後、2022年1月12日にレイカーズと再び2ウェイ契約を結んだ。3月1日に解雇された。

### ヨーロッパ復帰(2024-)

#### コラール・ロアンヌ・バスケット(2024)
2024年2月23日、LNBプロAに所属するコラール・ロアンヌ・バスケットに加入。13試合に出場し、1試合平均32.2分の出場で、21.2得点、4.9リバウンド、フィールドゴール成功率51.6パーセント、フリースロー成功率75.6パーセント、2.5ターンオーバーという成績を残した。ドゥンブヤ出場時のチーム成績は3勝10敗で、ロアンヌは2023-24シーズンのLNBプロAを17位で終え、チームは2部降格となった。

#### BCアンドラ(2024-2025)
2024年7月14日、リーガACBに所属するBCアンドラへ1年契約で加入すると発表された。リーガACBでは30試合に出場し、1試合平均19.9分の出場で、11.3得点、4.5リバウンド、スリーポイント成功率37.5パーセント、フリースロー成功率68.2パーセントという成績を残した。

#### 越谷アルファーズ(2025-)
2025年7月16日、B.LEAGUEに所属する越谷アルファーズに加入すると発表された。

## 選手としての特徴
スモールフォワードとパワーフォワードをこなす。同じアフリカ出身のパスカル・シアカムとプレースタイルが似ており、将来的には彼を超えることを期待されている。

## 個人成績

### NBA

#### レギュラーシーズン
| シーズン | チーム | GP | GS | MPG  | FG%  | 3P%  | FT%  | RPG | APG | SPG | BPG | PPG |
| -------- | ------ | -- | -- | ---- | ---- | ---- | ---- | --- | --- | --- | --- | --- |
| 2019–20  | DET    | 38 | 19 | 19.8 | .390 | .286 | .674 | 3.1 | .5  | .5  | .2  | 6.4 |
| 2020–21  | DET    | 56 | 11 | 15.5 | .379 | .226 | .703 | 2.6 | .8  | .4  | .2  | 5.1 |
| 2021–22  | LAL    | 2  | 0  | 8.0  | .625 | .500 | .750 | 3.0 | -   | 1.5 | 1.0 | 7.0 |
| 通算     | 通算   | 96 | 30 | 17.3 | .388 | .256 | .693 | 2.8 | .7  | .5  | .2  | 5.6 |